# Lancia Rally 037
Lancia Rally 037 (також відомий як Lancia Abarth 037) - автомобіль з центральним розташуванням двигуна, побудований італійськими компаніями Abarth і Lancia на початку 1980-х для участі перш за все в чемпіонаті світу з ралі. Автомобіль будувався за вимогами ралійної групи B, які набрали чинності в 1982 році. Його пілотували такі заводські пілоти як Маркку Ален, Аттіліо Беттега, Вальтер Рерль і інші. Завдяки моделі 037, Lancia перемогла в чемпіонаті світу з ралі 1983 року в заліку виробників. Це був останній монопривідний автомобіль, завдяки якому вдалося виграти головний конструкторський трофей в WRC, наступні командні кубки в світовій першості завойовувались виключно на повнопривідних машинах.

## Історія моделі

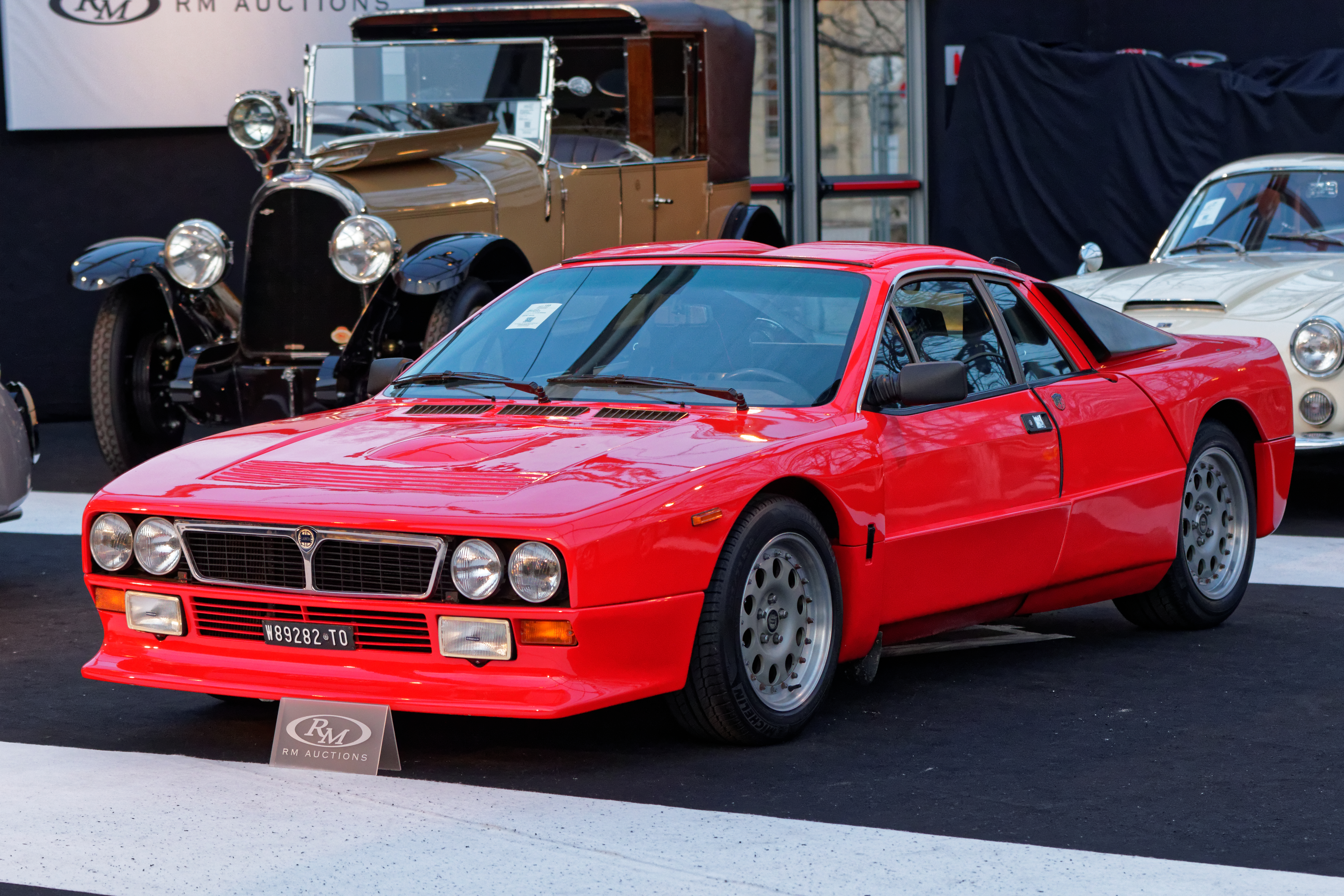
Lancia 037 Stradale

У 1981 році в компанії Abarth, яка входила в концерн Fiat, поряд з Lancia, почали працювати над створенням проєкту 037, щоб побудувати автомобіль, що відповідав вимогам нової ралійної групи B. Оскільки проєкт був під номером 037, автомобіль отримав своє ім'я Lancia Rally 037, під яким став відомий у всьому світі.
Дизайн Lancia 037 виконаний за мотивами автомобіля Lancia Montecarlo. Кузов мав трубчастий каркас з навісними панелями кузова, багато з яких були виготовлені з кевлара. Використовувались сталеві підрамники в підвісці. Так само як в Lancia Montecarlo у двигуна було центральне розташування, але він був повернутий на 90 градусів. Це дало більше простору для проєктування підвіски. Lancia 037 був оснащений 2-літровим 4-циліндровим двигуном з компресором. Початкова потужність двигуна була 265 к. с. (198 кВт), але з введенням серії Evolution 1 вона збільшилася до 300 к. с. Остаточний варіант двигуна у версії Evolution 2 розвивав 325 к. с. (242 кВт).
За характерний дизайн і особливості конструкції, широка і приземкувата модель отримала в автоспортивному середовищі прізвисько - «Пластмасова камбала».